# GM L3B
GM L3B — рядный четырёхцилиндровый бензиновый двигатель внутреннего сгорания с турбонаддувом, разработанный американской корпорацией General Motors. Является полностью алюминиевым двигателем объёмом 2,7 л с клапанным механизмом DOHC.
В дополнение к активному управлению топливом, системе «старт-стоп» и изменению фаз газораспределения, которые применяются в других полноразмерных пикапах General Motors, двигатель GM L3B также оснащён системой управления подъёмом впускного коллектора, которая имеет 3 различных профиля впускных кулачков, приводящихся в действие электромагнитным приводом для обеспечения улучшенной экономии топлива и производительности в более широком диапазоне условий эксплуатации.
Турбокомпрессор, разработанный BorgWarner, может производить давление до 1,9 бар отчасти благодаря уникальному корпусу турбины с двойной спиралью и перепускному клапану с электрическим приводом. Вместо двух расположенных бок о бок выхлопных каналов, как на обычном турбонагнетателе с двойной спиралью, в этой конструкции два выхлопных канала являются концентрическими и позволяют лучше использовать энергию импульса выхлопа.

## История
L3B впервые был представлен на Chevrolet Silverado и GMC Sierra, где развивал мощность 231 кВт (310 л. с.) при 5600 об/мин и крутящий момент 472 Н⋅м при 1500 об/мин. В 2022 году крутящий момент был увеличен до 583 Н⋅м. Двигатели разрабатываются в Индиане и выпускаются в Теннесси.

## Особенности
GM L3B является первым двигателем General Motors, оснащённым системой терморегулирования. Эта система состоит из водяного насоса с электрическим приводом и 3-ходового поворотного клапана, который позволяет двигателю поддерживать надлежащую рабочую температуру и быстрее прогреваться. Кроме того, масляный насос с бесступенчатой регулировкой помогает снизить паразитные потери, а также обеспечивает надлежащую смазку и охлаждение двигателя, особенно в условиях высоких нагрузок. Активная система управления подачей топлива может отключать два средних цилиндра в условиях низкой мощности.
Гильзы цилиндров изготовлены из высокопрочного чугуна.

## Применения
| Годы производства      | Модель                                | Мощность                            | Крутящий момент         | Примечания        |
| 2019—2021              | Chevrolet Silverado и GMC Sierra 1500 | 310 л. с. (228 кВт) при 5600 об/мин | 472 Н·м при 1500 об/мин |                   |
| 2022 — настоящее время | Chevrolet Silverado и GMC Sierra 1500 | 310 л. с. (228 кВт) при 5600 об/мин | 583 Н·м при 3000 об/мин | Название TurboMax |
| 2020 — настоящее время | Cadillac CT4                          | 310 л. с. (228 кВт) при 5500 об/мин | 475 Н·м при 1500 об/мин |                   |
| 2020 — настоящее время | Cadillac CT4-V                        | 325 л. с. (239 кВт) при 5500 об/мин | 515 Н·м при 2000 об/мин |                   |
| 2023 — настоящее время | Chevrolet Colorado                    | 237 л. с. (174 кВт) при 5600 об/мин | 351 Н·м при 3000 об/мин | Код L2R           |
| 2023 — настоящее время | Chevrolet Colorado                    | 310 л. с. (228 кВт) при 5600 об/мин | 529 Н·м при 2000 об/мин |                   |
| 2023 — настоящее время | Chevrolet Colorado и GMC Canyon       | 310 л. с. (228 кВт) при 5600 об/мин | 583 Н·м при 3000 об/мин |                   |

### 2.5L LK0
| Годы производства      | Модель             | Мощность            | Крутящий момент |
| ---------------------- | ------------------ | ------------------- | --------------- |
| 2024 — настоящее время | Chevrolet Traverse | 328 л. с. (245 кВт) | 442 Н·м         |
| 2024 — настоящее время | GMC Acadia         | 328 л. с. (245 кВт) | 442 Н·м         |